# Serra de Crestabocs
La Serra de Crestabocs és una serra situada al municipi de Subirats, a la comarca de l'Alt Penedès, amb una elevació màxima de 536,6 metres.